# Botho Lucas
Botho Lucas (Köslin, 2 juni 1923 - Keulen, 15 mei 2012) was een Duitse koorleider, accordeonist en componist.

## Jeugd
Botho Lucas was de zoon van een schilder. Hij speelde sinds zijn jeugd accordeon en schreef kleine composities. Zijn eerste optredens beleefde hij in de band 5 Tango uit Köslin, die in het uitgangslokaal Deutsche Eiche in Rogzow speelde. In 1940 ging hij naar Berlijn, waar hij kleine optredens had in muziekkwartetten, die bestonden uit violen, saxofoon en accordeon. In 1942 werd hij opgeroepen voor de militaire dienstplicht en belandde in 1944 in Russische krijgsgevangenschap. In 1949 keerde Lucas terug naar Berlijn en hield zich vooreerst bezig als solist op de accordeon. Enige tijd later formeerde hij het Lucas Trio. Wegens een sterfgeval viel de groep uit elkaar. Eerst formeerde hij opnieuw een trio, dat hij vervolgens uitbreidde tot een kwartet, dat naast Lucas bestond uit de tenor Bernd Golonsky, de bariton Günter Kallmann en de bassist Ralf Paulsen.

## Carrière
In 1959 verplaatste Lucas zijn artistieke zwaartepunt van Berlijn naar Keulen, alwaar hij voor de Musikproduktion West met zijn kwartet als studiokoor werkzaam werd. Daaruit ontstond in 1961 het Botho-Lucas-Chor. Tot Lucas' grootste successen in die tijd telden de Berliner Polka en het religieuze lied Danke für diesen guten Morgen, waarmee Martin Gotthard Schneider voorheen het Concours voor Nieuwe Religieuze Liederen van de Evangelische Akademie Turzing had gewonnen.
Naast talrijke bekende artiesten werkte Lucas ook samen met kinderkoren en ontfermde zich als manager en producent over Die Sonntagskinder en de Euro Cats, waartoe ook Anke Engelke behoorde. Lucas bleef aan zijn geboortestad, die na de Tweede Wereldoorlog bij Polen was gevoegd, verbonden. Hij stelde enkele jaren voor zijn dood een cd samen voor zijn uit Köslin verdreven landgenoten. Zijn levensgezellin sprak na zijn dood de woorden: Die Hälfte seiner Seele ist immer in Pommern geblieben.
- Bibliothèque nationale de France: cb13831890t (data)
- Gemeinsame Normdatei: 124623166
- International Standard Name Identifier: 0000 0000 2597 4582
- MusicBrainz: 36a56d7d-2ce4-4d43-9a6b-f8738aba11fc
- Virtual International Authority File: 5870703
- WorldCat: E39PBJfmq4bc3pQdXVWGqjRMyd